# Quitrópolis
Quitrópolis (en griego, Χυτρόπολις) fue una ciudad griega de la península Calcídica. 
Es citada en un fragmento de las Filípicas de Teopompo recogido por Esteban de Bizancio, que la ubica en Tracia y señala que fue una colonia de Afitis. Se desconoce su localización exacta pero se ha sugerido que estaba en las proximidades de Afitis.